# 필요비
필요비(必要費)란 부동산을 유지 보수하는데 필요한 유지비 및 수리비용을 뜻하는 민법의 개념이다. 꼭 필요하지는 않으나 가치를 증가시키는 유익비와 구별된다.

## 필요비의 예
주택의 경우, 수도설비나 전기시설, 보일러 등 설치가 필요비에 해당하고 필요비로 지출된 경우 임차인은 필요비로 지출한 비용전액을 임대인에게 청구할 수 있으며 필요비는 보존에 관한 비용으로 임대인에게 수선의무가 있으므로 그 비용을 임대차 종료전이라도 언제든지 임대인에게 청구할 수 있다. 보존비, 수리비, 조세, 보험료, 공과금이 필요비의 예이다.

## 민법 조문
대한민국 민법 제626조 (임차인의 상환청구권)
①임차인이 임차물의 보존에 관한 필요비를 지출한 때에는 임대인에 대하여 그 상환을 청구할 수 있다.
②임차인이 유익비를 지출한 경우에는 임대인은 임대차종료시에 그 가액의 증가가 현존한때에 한하여 임차인의 지출한 금액이나 그 증가액을 상환하여야 한다. 이 경우에 법원은 임대인의 청구에 의하여 상당한 상환기간을 허여할 수 있다.

## 판례
- 민법 제626조에서 임대인의 상환의무를 규정한 유익비하 함은 임차인이 임차물의 객관적 가치를 증가시키기 위하여 투입한 비용이고 ,필요비라 함은 임차인이 임차물의 보존을 위하여 지출한 비용을 말한다 고 할 것인바, 이 사건에서 피고가 위 건물에 지출한 공사비가 여기에 해당하지 않는다고 판단한 원심의 조치는 정당한 것으로 수긍이 가고, 거기에 소론과 같은 법리오해의 위법이 있다고 할 수 없다.[2]

- 건물의 임차인이 임대차관계 종료시에는 건물을 원상으로 복구하여 임대인에게 명도하기로 약정한 것은 건물에 지출한 각종 유익비 또는 필요비의 상환청구권을 미리 포기하기로 한 취지의 특약이라고 볼 수 있어 임차인은 유치권을 주장할 수 없다[3]

- 임차인이 임차건물을 증․개축하였을 시는 임대인의 승낙유무를 불구하고 그 부분이 무조건 임대인의 소유로 귀속된다”고 하는 약정은 임차인이 원상회복의무를 면하는 대신 투입비용의 변상이나 권리주장을 포기하는 내용이 포함되었다고 봄이 상당하다 할 것이고, 이러한 약정의 특별한 사정이 없는 한 유효하다[4]

- 갑이 을에게 건물부분을 임대할 때 그 임차보증금과 임료를 시가보다 저렴하게 해 주고 그 대신 을은 임대차가 종료될 때 그가 설치한 부속물에 대한 시설비나 필요비, 유익비, 권리금 등을 일체 청구하지 아니하기로 약정하였고 병 등이 을로부터 위 임차권을 양수할 때에도 갑에게 위 시설비 등을 일체 청구하지 아니하기로 약정하였다면 을이나 병 등은 매수청구권을 포기하였다 할 것이고 또 위와 같은 약정이 임차인에게 일방적으로 불리한 것이라고 볼 수도 없다고 한 사례.[5]

## 같이 보기
- 대한민국 민법 제626조